# Hull City Association Football Club
El Hull City Association Football Club és un club de futbol anglès de la ciutat de Kingston upon Hull a East Riding of Yorkshire.
El club fou fundat al juny del 1904.
La samarreta de l'equipació titular del Hull City és de color taronja. Els pantalons són negres així com les mitges. En l'equipació alternativa també apareix el negre en els costats dels braços, la resta és de color crema.
Tot i haver aconseguit alguns ascensos el Hull City mai no ha conquerit cap títol important.